# Consigli evangelici

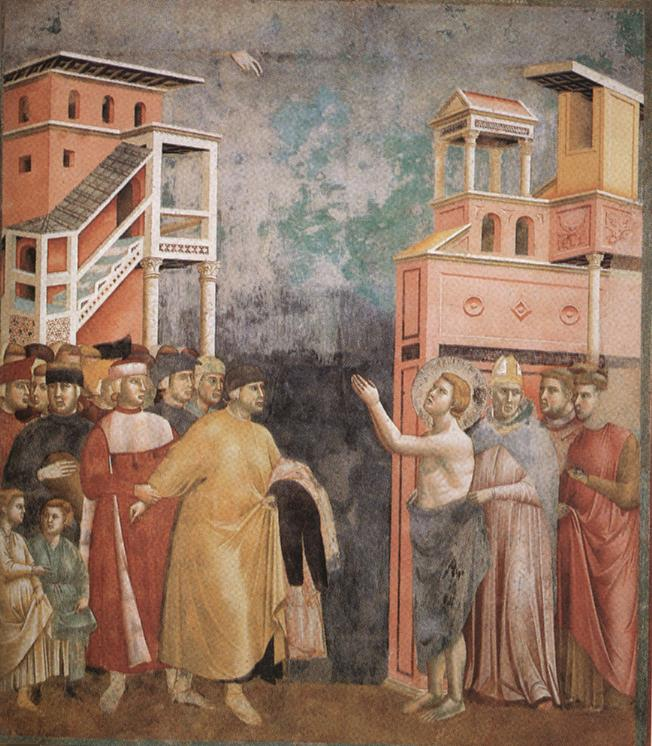
San Francesco ha dato un grande impulso alla pratica del voto di povertà.

I consigli evangelici sono, esortazioni a una vita perfetta, fatte da Gesù Cristo e riportate nel Vangelo; essi sono la pratica di tre virtù:
- povertà volontaria
- castità perpetua
- obbedienza "in ogni cosa che non sia peccato".[1]

## I fondamenti teologici

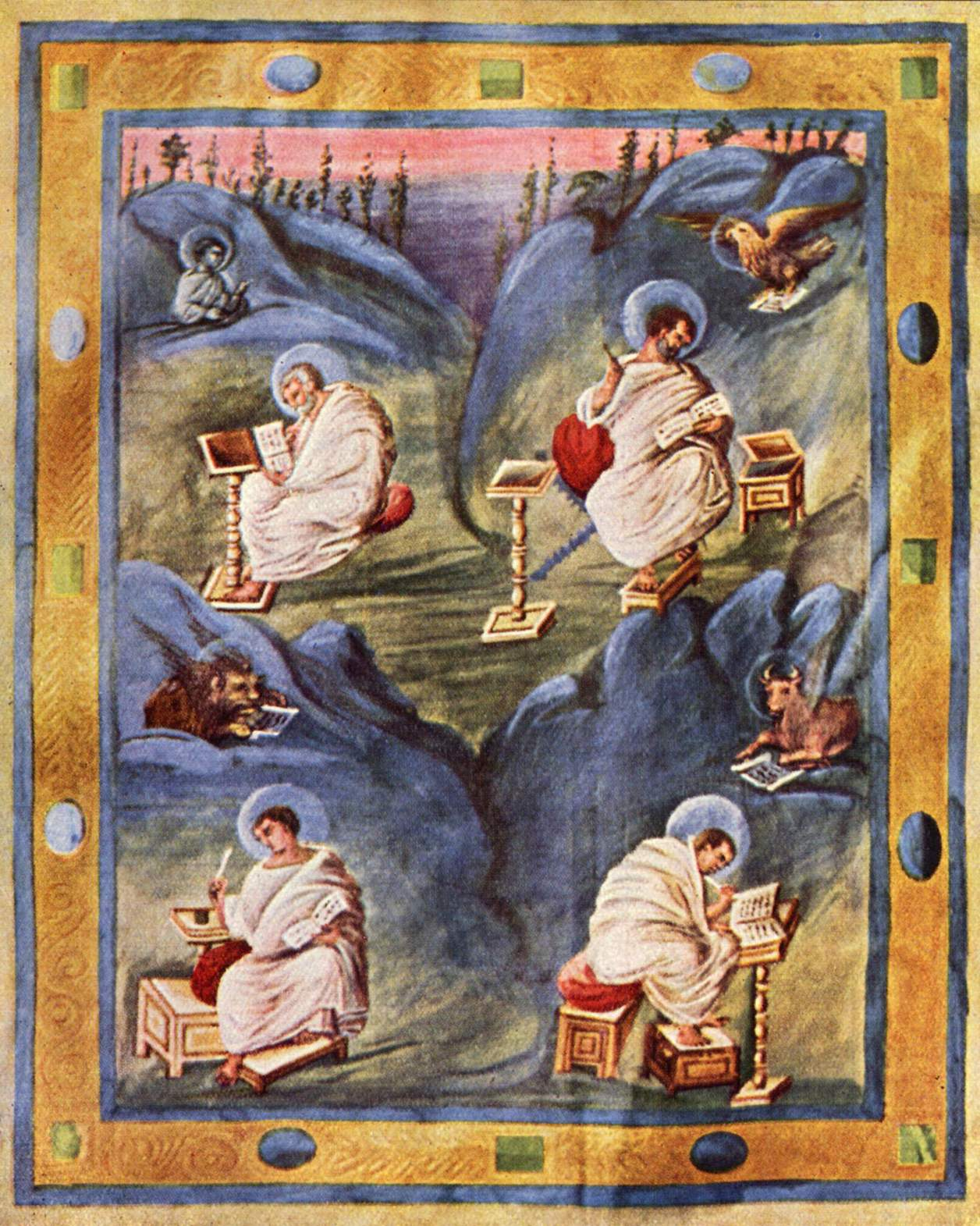
Rappresentazione dei quattro evangelisti: Matteo (uomo-angelo, alto-sinistra), Giovanni (aquila, alto-destra), Marco (leone alato, basso-sinistra) e Luca (toro alato, basso-destra)

Papa Pio XII scrisse l'enciclica Sacra Virginitas sul tema della castità.

### Nel Vangelo e negli Atti degli Apostoli

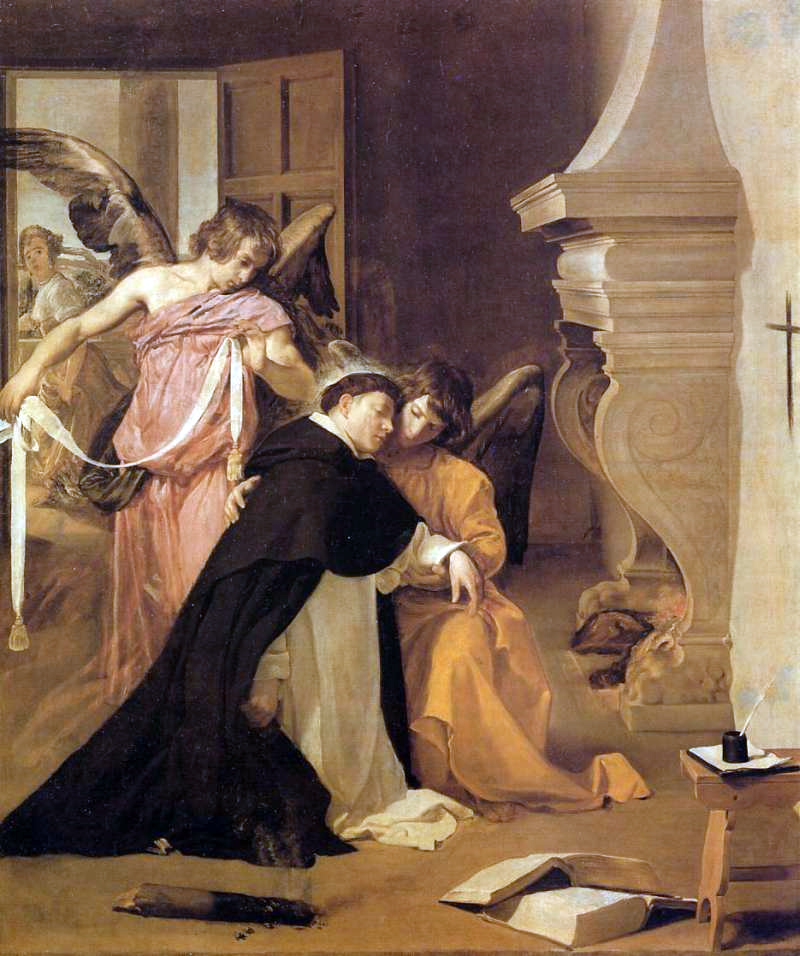
San Tommaso d'Aquino, considerato il più grande teologo cattolico medievale, viene cinto dagli angeli con la cintura mistica della purezza, dopo il suo voto di castità

- Povertà:

- Castità:

- Obbedienza:

### InDichiarazione più copiosa della dottrina cristiana
San Roberto Bellarmino, dottore della Chiesa, nella Dichiarazione più copiosa della dottrina cristiana si esprime così:
- D. Desidero sapere, se oltre ai comandamenti del Signore ci siano ancora alcuni consigli del medesimo, per vivere più perfettamente.

M. Ci sono molti Consigli santissimi, ed utilissimi per osservare i Comandamenti con più perfezione; ma i principali sono tre: povertà volontaria, castità, ed ubbidienza.
- D. In che consiste il consiglio di povertà?

M. In non avere cosa veruna propria, avendo prima data tutta la sua roba ai poveri, (Matth. 19) o messola in comune, che pure è averla data ai poveri: e questo consiglio l'insegnò Cristo, non solamente con le parole, ma ancora con l'esempio; e dopo Cristo i suoi Apostoli lo hanno seguitato, come anche tutti i primi Cristiani (Act.4), che aditavano in Gerusalemme al tempo della primitiva Chiesa; finalmente tutti i religiosi fanno voto di osservare questo santo consiglio di volontaria povertà.
- D. In che consiste il consiglio della castità?

M. In voler perpetuamente esser casto, non solamente astenersi da ogni sorta di peccato carnale, ma ancora dal matrimonio: e questo consiglio ancora (Matth.19) l'ha insegnato nostro Signore con le parole, e con l'esempio, e l'hanno seguitato la Madonna, San Giovanni Battista, e tutti gli Apostoli dopo che furono chiamati da Cristo all'apostolato; e dapoi tutti i religiosi ne fanno voto particolare anche gli Ecclesiastici che hanno ordini sacri.
- D. In che consiste il consiglio della obbedienza?

M. In rinunziare al proprio giudizio, ed alla propria volontà, che nel santo Evangelo (Matth. 16.) si domanda negare se stesso, sottoporsi alla volontà del superiore in ogni cosa, che non sia contro Dio: e questo consiglio l'ha insegnato il Salvatore del mondo, non solamente con parole, ma ancora con l'esempio, obbediendo in ogni cosa al Padre Eterno, ed ancora sottomettendosi, quando era fanciullo, alla Madre, ed a San Giuseppe, (Luc.2) il quale era stimato suo padre, per essere Sposo della Madonna, sebbene in verità non era suo padre, essendo nato di madre sempre vergine. E questo è il terzo consiglio, al quale si obbligano per voto tutti i Religiosi.
- D. Perché sono tre i consigli principali, e non più?

M. Perché i consigli principali servano per levare gl'impedimenti della perfezione, la quale consiste nella carità: e gli impedimenti sono tre, cioè l'amar la roba, il quale si toglie con la povertà; l'amor dè piaceri carnali, il quale si toglie con la castità; l'amor dell'onore, e potestà, il quale si toglie con l'obbedienza. Di più, perché l'uomo non ha se non tre sorta di beni, cioè l'anima, il corpo, e le cose esteriori; perciò donando a Dio i beni esteriori, per la povertà, il corpo per la castità, e l'anima per l'obbedienza, viene a fare un sacrificio a Dio di tutto il suo; e così a disporsi alla perfezione della carità nel miglior modo, che sia possibile in questa vita.»
( Roberto Bellarmino, 8°Dichiarazione dei consigli Evangelici. Dichiarazione più copiosa della dottrina cristiana, in Il Catechismo. Breve dottrina cristiana e Dichiarazione della dottrina cristiana, Fratelli Calvi, 1941,  pp. 114-115-116.)

## Nel Concilio Vaticano II
I consigli evangelici sono trattati al n. 43 della Lumen gentium all'interno del VI capitolo che è dedicato ai religiosi. 
Con la professione dei consigli evangelici i religiosi intraprendono più di ogni altro la via verso la santità e la perfezione cristiana, conformandosi più di ogni altro all'imitazione di Cristo e alla sua sequela. Con il distacco dai beni terreni a favore di quelli spirituali, i religiosi preannunciano la futura risurrezione, contribuendo più degli altri, con la vita contemplativa e apostolica, all'edificazione della Chiesa.

## Critiche
In un saggio del 1523, Martin Lutero criticò i consigli evangelici definendoli supererogatori (dal latino: super, al di là, e erogatio, pagare e spendere), vale a dire un'azione morale buona, ma che non è necessaria o richiesta da Dio per la salvezza). Criticò anche il sistema a due livelli (uno per i laici e chierici, e uno per i religiosi) come una corruzione sofisticata dell'insegnamento di Cristo, inteso ad accogliere i vizi dell'aristocrazia:
Dietrich Bonhoeffer sostiene che l'interpretazione dei consigli evangelici come supererogatori acconsente a quella che egli chiama "grazia a buon mercato", abbassando il livello di moralità richiesto dall'insegnamento cristiano